# 奥伯豪森 (南魏恩施特拉瑟县)
奥伯豪森（德語：Oberhausen，發音：[ˈoːbɐhaʊzn̩] ⓘ）是德国莱茵兰-普法尔茨州南魏恩施特拉瑟县的市镇，面积4.5平方千米，2023年12月31日人口为450人。